# Röhm RG 96
Die  Röhm RG 96 ist eine Schreckschusswaffe und Nachbau der Heckler & Koch P8 (Standard-Dienstpistole der Bundeswehr).
Es gibt sie in vier verschiedenen Varianten: Brüniert, Vernickelt, Altnickel und Military.
Sie ist – wie alle Signal-, Reizstoff- und Schreckschusswaffen mit PTB-Prüfzeichen – für Personen ab einem Alter von 18 Jahren frei erhältlich. Zum Führen außerhalb des eigenen Grundstückes ist der kleine Waffenschein erforderlich.
Die neueren Versionen (Laufgewinde M8) lassen sich durch einen Aufsatz mit integriertem Abschussbecher zum Abfeuern von Signalmunition zu einer Röhm RG 96 Match nachrüsten. Die älteren Versionen (Laufgewinde M10) benötigen hierzu einen konventionellen Abschussbecher.
Die Pistole kann gefahrlos fertiggeladen und entsichert geführt werden, da der Hahn mit Ausnahme der ersten, 1996 gebauten Version (KG) über eine Sicherheitsrast verfügt, die ihn außer bei der Schussabgabe vom Schlagbolzen fernhält. Die manuelle Sicherung entspannt beim Betätigen die Pistole. Die Waffe verfügt über einen Spannabzug, kann aber auch mit vorgespanntem Hahn abgefeuert werden (Single Action/Double Action Abzug).
Die Pistole wird aus Zinkdruckguss (Schlitten und Schlaghahn), Kunststoff (Griffstück) und Stahl (Magazin, Abzug und Abzugsgestänge, sowie Schlagbolzen, Stossboden und Lauf) gefertigt.

## Unterschiede zum Original
Die Röhm RG 96 unterscheidet sich in folgenden Punkten von ihrem Vorbild, der Heckler & Koch P8:
- Das Griffstück und der Magazinboden sind anders.

- Das Zerlegen funktioniert anders. Die RG 96 hat einen separaten Hebel zum Zerlegen, während bei der P8 der Schlitten ein wenig zurückgezogen wird und der Verschlussfanghebel entnommen wird.

- Die Entspannfunktion ist anders. Bei der RG 96 schnellt der Hahn in die Sicherheitsrast, wenn der Sicherungshebel auf „S“ gestellt wird. Bei der P8 wird zum Entspannen der Hebel über die Stellung „S“ hinaus nach unten gedrückt und dann langsam wieder kommen gelassen. Dabei wird der Hahn langsam entspannt.

- Das Magazin der RG 96 ist einreihig für neun Patronen, während das der P8 zweireihig ist und 15 Patronen aufnehmen kann. Außerdem besteht das Magazin der RG 96 aus Stahlblech, das der P8 aus Kunststoff.

- Die Oberflächen an Vorder- und Rückseite des Griffs unterscheiden sich von der P8.